# Simon Thwala
Simon Thwala (* unbekannt in Eswatini) ist ein ehemaliger eswatinischer Fußballspieler auf der Position eines Verteidigers. Er war zuletzt für die Mbabane Highlanders und die eswatinische Fußballnationalmannschaft aktiv. Sein Spitzname lautet Harare.

## Karriere

### Verein
Seine Vereinskarriere begann Thwala in seiner eswatinischen Heimat, wo er ab dem Jahr 1990 im Kader des Hauptstadtklubs Mbabane Highlanders FC stand. Ob er dem Verein bereits davor angehörte, ist aus den Quellen hingegen nicht ersichtlich. Hier gewann er an der Seite von Samuel Dlamini und Stürmer Lucky Dlamini, im Finale des Swazi Cup 1990 gegen die Moneni Pirates (1:0), seinen ersten Nationalen Vereinstitel. Ob Thwala im Jahr darauf auch mit der Mannschaft am African Cup Winners’ Cup teilnahm und die eswatinische Meisterschaft gewann, ist in den Quellen nicht belegt. Zudem ist ebenfalls nicht bekannt, ob er seine Karriere nach Ablauf der Saison 1990 beendete, weiterhin im Kader der Mbabane Highlanders verblieb oder zu einem anderen Verein wechselte und dort seine Karriere fortführte.

### Nationalmannschaft
Sein Debüt für die eswatinische Fußballnationalmannschaft gab Thwala am 18. Januar 1987, im Rahmen der Qualifikation zu den Afrikaspielen 1987, gegen die Mannschaft des Staates Malawi (6:1). Erst drei Jahre später, wurde er unter Trainer Mbuso Dlamini wieder für die Nationalmannschaft berufen und kam in den Freundschaftsspielen gegen Botswana (3:1), Malawi (0:0) und Mosambik (0:0) zum Einsatz. Seinen letzten Einsatz im Trikot der Sihlangu bestritt Thwala am 18. August 1990, im Rahmen der Qualifikation zum Afrika-Cup 1992, gegen die Mannschaft des afrikanischen Staates Sambia (5:0).

### Erfolge
Verein
- Eswatinischer Pokalsieger: 1990